# 평창역
평창역(Pyeongchang station, 平昌驛)은 강원특별자치도 평창군 용평면에 위치한 경강선의 철도역이다.

## 특징
행정지역의 경우 역명에 따른 평창군에 있으나, 역명과는 달리 평창읍내와는 20 km 이상 떨어져 있고, 영동고속도로 평창 나들목과 서울대학교 평창캠퍼스 사이에 역이 있다. 서울행 KTX와 강릉행 KTX가 하루 10회 이상 운행하며 2022년 3월부터 서울대학교 캠퍼스 내로 운행하는 시내버스를 운행하며, 하루 5회 있다.

## 연혁
- 2017년 6월 29일: 철도거리표 고시[1]
- 2017년 12월 22일: 경강선 개통과 함께 영업 개시

## 승강장
2면 4선의 쌍섬식 승강장으로, 10량 대응으로 설계되었다. 
| ↑ 둔내          |
| ４３ \| ２１ \| |
| 진부 ↓          |

| 1·2 | 강릉선 KTX | 진부 · 강릉 · 동해 방면   |
| 3·4 | 강릉선 KTX | 둔내 · 청량리 · 서울 방면 |

## 인접한 역
| 경강선         | 경강선     | 경강선         |
| -------------- | ---------- | -------------- |
| 둔내 행신 방면 | KTX 강릉선 | 진부 강릉 방면 |
| 둔내 서울 방면 | KTX 영동선 | 진부 동해 방면 |